# База (линеарна алгебра)
База неког векторског простора V над пољем K је уређени скуп међусобно линеарно независних и не-нула вектора , којима се, уз множење скаларима, једнозначно може представити сваки други вектор a из V:
{\displaystyle a=\alpha _{1}e_{1}+\alpha _{2}e_{2}+\cdots +\alpha _{n}e_{n},\;\alpha _{i}\in K}
Одавде следи да је овакав скуп такође и минималан, јер ако би се, на пример  могло изразити као α + β, то би значило да се вектор  може изразити на још један начин, што више није једнозначно.
Како се у векторском простору димензије n може представити n линеарно независних вектора, његову базу мора чинити најмање n вектора, што заједно са закључком горе даје да база n-димензионог векторског простора V има тачно n вектора.

## Канонска база
Једна од база n-димензионог векторског простора V се може дефинисати на следећи начин:
{\displaystyle e:\{e_{i}=(\underbrace {0,\dots ,0} _{i-1},1,\underbrace {0,\dots ,0} _{n-i}),\;\;i=1,\dots ,n\}}
Ова база се назива канонском базом тог простора, а по дефиницији је и ортонормирана.